# Карбівська сільська рада (Добровеличківський район)
| Карбівська сільська рада — колишній орган місцевого самоврядування у Добровеличківському районі Кіровоградської області з адміністративним центром у с. Карбівка. Сільській раді були підпорядковані населені пункти: - с. Карбівка |

## Склад ради
Рада складалася з 12 депутатів та голови.

### Керівний склад ради
| ПІБ                           | Основні відомості                                                 | Дата обрання | Дата звільнення |
| ----------------------------- | ----------------------------------------------------------------- | ------------ | --------------- |
| Чумаченко Анатолій Леонідович | Сільський голова, 1959 року народження, освіта, безпартійний      | 26.03.2006   | 31.10.2010      |
| Заєць Анатолій Веніамінович   | Сільський голова, 1959 року народження, освіта вища, безпартійний | 31.10.2010   |                 |

Примітка: таблиця складена за даними джерела

## Населення
Згідно з переписом УРСР 1989 року чисельність наявного населення сільської ради становила 494 особи, з яких 217 чоловіків та 277 жінок.
За переписом населення України 2001 року в сільській раді мешкало 476 осіб.

### Мова
Розподіл населення за рідною мовою за даними перепису 2001 року:
| Мова       | Відсоток |
| ---------- | -------- |
| українська | 95,82 %  |
| молдовська | 2,09 %   |
| російська  | 1,25 %   |
| білоруська | 0,84 %   |